# Winton (Wielki Manchester)
Winton – wieś w Anglii, w hrabstwie ceremonialnym Wielki Manchester, w dystrykcie metropolitalnym Salford. Leży 10 km na zachód od centrum Manchesteru. W 2001 miejscowość liczyła 3948 mieszkańców.